# Kohlpharma
Die Kohlpharma GmbH (Eigenschreibweise: kohlpharma) ist der größte deutsche Arzneimittelimporteur (Marktanteil 2024: 26 %) mit Sitz in Merzig (Saarland). Sie ist eine wesentliche Tochtergesellschaft der ebenfalls in Merzig ansässigen Kohl Medical AG (Eigenschreibweise: KOHL MEDICAL), in der auch weitere Gesellschaften konsolidiert werden.
Das Unternehmen wurde 1979 von Edwin Kohl gegründet. Geschäftszweck war der Import von medizinischen Einmalartikeln. Ab 1981 erfolgte die Konzentration auf den Import von Arzneimitteln. 1984 startete deren bundesweiter Vertrieb. Vom Einmannbetrieb ist das Unternehmen zum größten deutschen Arzneimittelimporteur gewachsen. Zehn Jahre nach Firmengründung lag der Umsatz 1989 bei 15 Millionen Deutsche Mark, 2001 überstieg der Umsatz erstmals die Grenze von einer Milliarde Deutsche Mark (514 Millionen Euro). Der Umsatz 2019 belief sich auf 660 Millionen Euro abzüglich 62 Millionen Herstellerzwangsabschlag (12 % auf die Umsätze) zugunsten der Gesetzlichen Krankenversicherung.

## Das Unternehmen heute
kohlpharma hat rund 850 Mitarbeiter. Neben dem zentralen Firmenstandort in Merzig existiert ein bundesweiter Außendienst. Der Vertrieb der Arzneimittel erfolgt sowohl über den pharmazeutischen Großhandel als auch bundesweit innerhalb von 24 Stunden direkt in jede Apotheke. Dazu wurde bis 2001 das nach eigenen Angaben größte und modernste Pharmavertriebszentrum in Europa aufgebaut.
Das Kerngeschäft ist der Parallelimport und Reimport von Medikamenten aus dem EU-Ausland und die anschließende Reetikettierung für den Deutschen Binnenmarkt. Dieses Geschäftsmodell basiert auf den unterschiedlichen Preisen der multinationalen Pharmakonzerne für dasselbe Präparat in den jeweiligen EU-Ländern.
Laut einer Studie der Unternehmensberatung Prognos – welche im Auftrag des Verbands der Arzneimittelimporteure Deutschlands e. V. (VAD), dessen Vorstandsvorsitzender der Unternehmensgründer Edwin Kohl ist, angefertigt wurde – führt dies zu  Einsparungen von 264 Millionen Euro im Jahr für die deutschen Krankenversicherungen.
Im Januar 2013 nahm das Unternehmen im Ranking der 500 größten Familienunternehmen der Zeitschrift Wirtschaftsblatt Platz 218 ein.

## Lobbyismus
Bekannt aus den Medien ist kohlpharma durch die Einflussnahme auf den Gesetzentwurf GSAV (Gesetzes für mehr Sicherheit in der Arzneimittelversorgung) durch persönliche Telefonate zwischen dem Geschäftsführer Jörg Geller und dem Wirtschaftsminister Peter Altmaier. So wurde die zuerst im GSAV geforderte vollständige Streichung der Importförderklausel – entgegen dem allgemeinen Konsens von 14 Bundesländern, nicht durchgesetzt.